# Богалій-Титовець Ганна Іванівна
Ганна Іванівна Богалій-Титовець (рос. Анна Ивановна Богалий-Титовец, 12 червня 1979) — російська біатлоністка, дворазова олімпійська чемпіонка.
Богалій-Титовець здобула дві олімпійські медалі в складі переможних естафетних команд — на Олімпійських іграх в Турині та Ванкувері. На етапах Кубка світу на її рахунку станом на кінець сезону 2009/2010 три перемоги і загалом 13 подіумних фінішів в особистих гонках, але більшість своїх медалей спортсменка здобула в естафетах.